# Bitwa pod Worcesterem
Bitwa pod Worcesterem – starcie zbrojne, które miało miejsce 3 września 1651 roku podczas angielskiej wojny domowej (1642–1651).

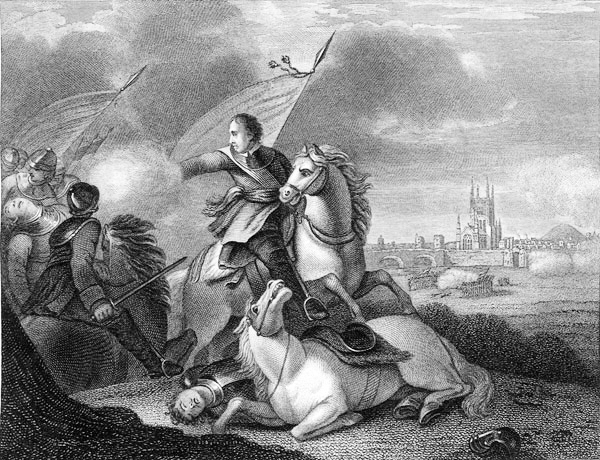
Epizod bitwy pod Worcesterem

Była ostatnią bitwą podczas angielskiej wojny domowej. W jej trakcie Oliver Cromwell, stojący na czele liczących 28 tysięcy żołnierzy wojsk parlamentu, pokonał króla Karola II, okrążając jego 16-tysięczną armię.

## Inwazja na Anglię
Z pomocą szkockich sprzymierzeńców Karol II usiłował odzyskać tron utracony po egzekucji jego ojca Karola I. Siłami szkockimi dowodził David Leslie, planujący walkę na terytorium Szkocji, gdzie mógłby liczyć na wsparcie miejscowych rojalistów. Karol II nalegał jednak na prowadzenie działań wojennych w Anglii. Sądził, że kampania Cromwella na północ od rzeki Forth, pozwoliłaby jego szkockiej armii, która była w tym momencie na południe od rzeki, dojść do Londynu przed Armią Nowego Wzoru (New Model Army). Miał nadzieję skupić wokół siebie nie tylko rojalistów, ale także angielskich prezbiterian. Liczył, że jego przymierze ze szkockimi prezbiterianami skłoni angielskich prezbiterian, by wesprzeć go w walce przeciw angielskim independentom, którzy urośli w siłę w ciągu kilku poprzednich lat. Przemarsz armii rojalistów przebiegł sprawnie, w ciągu tygodnia rojaliści przebyli 150 mil. 8 sierpnia wojska stanęły na odpoczynek między Penrith a Kendal.
Rojaliści pomylili się jednak w swoich przewidywaniach, gdyż ich działania zostały przewidziane zarówno przez Cromwella, jak i przez kancelarię obradującą w Pałacu Westminsterskim, która już 7 sierpnia w pośpiechu skoncentrowała większość milicji. Generał lejtnant Charles Fleetwood zaczął ściągać z głębi kraju kontyngenty do Banbury, ćwiczono także oddziały londyńskie w sile 14 tys. ludzi. Każdy podejrzany o sprzyjanie rojalistom był pilnie obserwowany, a broń zmagazynowana w szlacheckich dworach została w większości zabrana i umieszczona w strzeżonych warowniach. Ze swojej strony Cromwell poczynił dyskretnie przygotowania, kolejno 2 sierpnia zdobył Perth, następnie przyprowadził z powrotem swą armię do Leith 5 sierpnia. Stąd wysłał generała lejtnanta Lamberta z oddziałem jazdy, by nękać armię Karola II. Generał major Thomas Harrison był wtedy w Newcastle i dobierał oddziały kawalerii do swojej armii. Dnia 9 sierpnia Karol przebywał w Kendal, generał Lambert podążał tuż za jego tylną strażą, a Harrison maszerował szybko, aby zagrodzić mu drogę pod Mersey. Thomas Fairfax zajął się poborem wojsk w Yorkshire, a doborowa część oddziałów została wysłana razem z milicją Lancashire, Cheshire i Staffordshire do Warrington, gdzie 15 sierpnia przybył Harrison, kilka godzin przed pojawieniem się straży przedniej armii Karola. Także Lambert, przeszedłszy nieopodal lewego skrzydła wrogich wojsk, dołączył do Harrisona. Doszło do walk, które trwały na drodze do Londynu.

## Marsz na Londyn
W tym czasie Cromwell, zostawiwszy Moncka z gorszymi jednostkami, by kontynuował walki w Szkocji, osiągnął rzekę Tyne w ciągu siedmiu dni, a stąd, maszerując 20 mil dziennie, podczas gorących upałów, dotarł do Ferrybridge 19 sierpnia, kiedy to Lambert, Harrison i północno-zachodnia milicja znajdowały się w pobliżu Congleton. Wydawało się, że dojdzie do decydującego starcia między Lichfield a Coventry tuż po 25 sierpnia, w którym mieliby wziąć udział Cromwell, Harrison, Lambert i Fleetwood. Jednak zarówno miejsce, jak i czas ostatecznego rozwiązania zmieniły się z powodu ruchów wojsk królewskich. Wkrótce po opuszczeniu Warrington młody król zdecydował się porzucić bezpośredni marsz na Londyn i ruszyć do doliny rzeki Severn, gdzie jego ojciec podczas pierwszej wojny domowej miał najbardziej stałych i najliczniejszych zwolenników, które również stanowiło główny ośrodek ruchu angielskich rojalistów w 1648. Króla popierał dawny gubernator Gloucester Edward Massey. Istniała możliwość, że zdoła pociągnąć swoich przyjaciół prezbiterian do walki po stronie Karola II. Król postanowił urządzić w tym miejscu tymczasową siedzibę, podobną do tej, którą jego ojciec założył w Oksfordzie. To, że na czele armii stał król zarówno Anglii, jak i Szkocji, nie zmieniało tego, że siły Karola pochodziły głównie ze Szkocji. Główną przyczyną tego był fakt, że wielu Anglików-rojalistów nie chciało przyłączyć się do armii królewskiej, a niektórzy zwrócili swą broń przeciwko niej.
Karol przybył do Worcesteru 22 sierpnia, gdzie spędził 5 dni, pozwalając wypocząć swoim wojskom i jednocześnie przygotowując się do dalszych kroków. Udało mu się także zebrać pewną liczbę ochotników do jego wojsk. Zarządzony postój miała również negatywne konsekwencje dla rojalistów. Marsz na Worcester pozwolił uniknąć przedwczesnej bitwy i ruszyć na Londyn inną drogą – przez Worcester, a stąd do Londynu przez Lichfield. Postój spowodował, że doszło do bitwy, której kilka dni wcześniej udało się uniknąć. Cromwell podczas swego marszu na południe wypuścił kolejno dwie lotne kolumny pod wodzą hrabiego Derby. Lilburne całkowicie rozgromił nieprzyjacielskie siły w bitwie pod Wigan Lane w Lancashire 25 sierpnia, gdy te znajdowały się w drodze do swych sił głównych. W wyniku tego Cromwell zdecydował się zmienić kierunek uderzenia swoich kolumn z południowego na południowo-zachodni, na Evesham. Rankiem 28 sierpnia Lambert zaskoczył oddział rojalistów pod Upton, 6 mil na południe od Worcesteru. Doszło do potyczki, w której ciężko raniony został Massey.
Armia królewska, licząca 16 tys. żołnierzy, była rozczarowana nastrojami, jakie zapanowały na prowincji, którą strona królewska uznawała za sobie przychylną. Cromwell miał przed starciem dwukrotną przewagę liczebną.

## Bitwa
Cromwell używał swych sił z rozwagą. Lilburne z Lancashire i major Mercer wraz z jazdą z Worcestershire mieli zabezpieczyć most Bewdley, by odciąć nieprzyjacielowi drogę odwrotu. Lambert i Fleetwood mieli przeprawić się przez rzekę Teme i zaatakować St John’s, czyli zachodnie przedmieścia Worcesteru.
Sam Cromwell z główną armią miał uderzyć bezpośrednio na samo miasto. 3 września przystąpiono do realizacji planu. Fleetwood przebył bród na rzece Teme, a mostowy tabor (uprzednio specjalnie przygotowany) przerzucił mosty przez rzeki Teme i Severn. Cromwell na lewym skrzydle i Fleetwood na prawym od północy objęli Worcester szerokim 4-milowym łukiem. Każde ogrodzenie stanowiło zażarty punkt oporu rojalistów, jednak żołnierzy Fleetwooda nie dało się powstrzymać. Skrajne prawe skrzydło Cromwella zostało odparte po trzech godzinach ciężkich walk, które stanowiły ostatnią desperacką próbę rojalistów, by przebić się przez wojska parlamentu. Pozycje obronne miasta szturmowane były z różnych kierunków do momentu, gdy zapadły ciemności. Nocą część rojalistów próbowała wycofać się na własną rękę, zostali jednak wyłapani przez siły Lilburne’a i Mercera, pilnujących dróg w Yorkshire i Lancashire. Nawet miejscowi, którzy mieli być przychylni rojalistom, dostarczyli wojskom Cromwella jeńców.
Król Karol II zdołał się wymknąć, choć z wieloma problemami. Był jednym z nielicznych ludzi, którym udało się uniknąć niewoli. Jego armia straciła 9–12 tys. ludzi, w tym 8 tys. jeńców, których deportowano później do Indii Zachodnich, do pracy na plantacjach. Armia parlamentu straciła 1 tys. ludzi.